# Jeremiah Richard Wasson
Pour les articles homonymes, voir Wasson.
Jeremiah Richard Wasson, né en 1855 à Sedalia au Missouri et décédé à l'âge de 57 ou 58 ans en 1913, est un ingénieur militaire américain qui fut conseiller étranger au Japon durant l'ère Meiji pour aider à former et développer la jeune armée impériale japonaise. Il est la première personne non-japonaise à recevoir l'Ordre du Soleil levant.

## Biographie
Natif de Sedalia dans le Missouri, Wasson est diplômé de l'académie de West Point, où il suit une formation d'ingénieur militaire. Il arrive une première fois au Japon en tant que secrétaire de la légation américaine après avoir servi comme conseiller militaire auprès du khédive d’Égypte. Durant son séjour au Japon, il obtient le grade de major et devient gestionnaire de paie du contingent militaire de l'ambassade. Il accumule cependant des dettes qu'il ne peut rembourser et passe en cour martiale. Après un séjour en prison, durant lequel sa femme divorce de lui, Wasson retourne aux États-Unis et tente différentes entreprises commerces en Iowa, toutes soldées par des échecs.
Sa première mission pour le gouvernement japonais commence en 1873, où il participe à des relevés à Hokkaidō, durant laquelle il introduit et enseigne les méthodes de triangulation pour réaliser des relevés de larges zones.
Durant l'expédition de Taïwan de 1874, Wasson est promu colonel dans l'armée impériale japonaise et accompagne le général Saigō Tsugumichi durant une expédition punitive. Le New York Times rapporte en 1875 qu'il est décoré par l'empereur Meiji avec la « décoration du Soleil levant, de l'ordre impérial de Meiji, une distinction qu'aucun étranger n'avait reçue » en récompense de sa conduite durant une campagne militaire mineure.
L'ordre était la première décoration nationale attribuée par le gouvernement japonais. C'est la deuxième décoration japonaise la plus prestigieuse après l'Ordre du Chrysanthème. Plusieurs autres personnes sont traditionnellement connues pour être les premiers non-japonais à avoir été décorés de l'ordre du Soleil levant, comme le Franco-américain Charles Le Gendre (1830-1899), qui aurait reçu l'ordre en 1875.
Wasson participe également à la rébellion de Satsuma de 1877 mais est pardonné par l'empereur Meiji. Cet épisode fait partie des histoires de bases, avec celle notable de Jules Brunet, pour le film Le Dernier samouraï de 2003.
Durant la guerre sino-japonaise (1894-1895), le New York Times rapporte la rumeur que Wasson est encore demandé par le gouvernement japonais pour mener les forces japonaises au combat après la bataille de Pyongyang, mais ce fait n'est pas établi avec certitude.